# Boëthius
Anicius Manlius Torquatus Severinus Boëthius (asi 480 Řím nebo u Říma – 25. října 524/525 Pavia) byl křesťanský teolog a filozof, někdy označovaný jako „poslední Říman“ a zároveň první filozof středověku. Je považován za jednoho z posledních vzdělanců pozdně starověkého Západu. Římskokatolická církev jej ctí jako světce a jeho svátek slaví 23. října. Jeho nejčtenější a nejznámější dílo je Consolatio philosophiae (Útěcha z filozofie).

## Jméno
Boëthiovo jméno je nezvykle dlouhé. U staré římské nobility, ke které Boëthius patřil, bylo zvykem dávat jména z vícero důvodů: jako dobré znamení, kvůli původu, aby se naznačil jejich budoucí charakter. Jméno Anicius (starořecky anikos nepřemožený) označuje jeho původ v rodu nepřemožených Fabiů. Jméno Manlius Torquatus získal po slavném Titu Manliovi Torquatovi, jehož římská tradice velebila jako statečného bojovníka, a jméno Severinus (latinsky severus přísný) podle soudcovské příslušnosti rodiny či jako přání, aby vytrval v učení (latinsky perseverare vytrvat).
Trema nad ë označuje, že se písmena o a e čtou jako dvě samostatné samohlásky (slabiky). V latině totiž tato písmena (někdy psaná ligaturou œ) zpravidla tvoří dvojhlásku, v pozdní a středověké latině čtenou jako jedna hláska [e:].

## Odkazy

Dialectica, 1547

## Životopis
Itálie doby Boëthiovy byla od roku 493 ovládána ostrogótským králem Theodorichem. Boëthius pocházel z okruhu římské nobility oddané Theodorichovi. Brzy osiřel a byl vychován v domě ctihodného senátora Symmacha. Pečlivý pěstoun se postaral, aby se jeho svěřenci dostalo velmi dobrého vychování a vzdělání. Boëthius pobyl po jistou dobu v Athénách a zde si pravděpodobně osvojil slušnou znalost řečtiny. Měl velký zájem o vědu, zvláště o filozofii a politiku. Napsal několik knih z různých vědních oborů a přeložil do latiny některé spisy Platónovy a Aristotelovy. Mezi jeho oblíbené zábavy patřila hudba a matematika.
Král Theodorich si nadaného Boëthia povšiml a zpočátku si ho vysoce cenil. Kolem roku 520 byl Boëthius králem ustaven coby magister officiorum. Stal se vrchním správcem celého dvora. V roce 523 byla však z rozkazu krále na Boëthia uvalena vazba pro zločin velezrady. Důvody zůstaly nejasné. Někteří historici se domnívají, že Boëthius zamýšlel otevřeně vyjednávat s Theodorichovým rivalem – Byzancí. Sám Boëthius připisoval zatčení pomluvám svých protivníků. Učenec byl zbaven svého titulu i majetku a v pavijském žaláři čekal na smrt. Poprava byla vykonána v roce 524 nebo 525.

## Dílo
Boëthius měl v úmyslu sepsat úvod do čtyř disciplín quadrivia tvořících základ středověké vzdělanosti; z nich se mu podařilo dokončit úvod do matematiky a hudby: dvě knihy Institutio arithmetica a pět knih De institutione musica z let 500–507. Dílo De institutione musica se stalo základem pozdější středověké hudební estetiky. K němu se hlásila a z něho vycházela většina středověkých hudebních teoretiků a alchymistů (umění hudby bývalo kryptonymem pro alchymii).
Plánovaný kompletní latinský překlad Aristotelových děl Boëthius nedokončil; stačil přeložit „pouze“ 4 knihy Kategorií s komentářem spisu De interpretatione (περὶ ἑρμηνείας peri herméneias). Dalším jeho dílem jsou dva komentáře k Porfyriově Εἰσαγωγή (Eisagógé); první z nich vytvořil na základě Maria Victorina, druhý na základě vlastního překladu řeckého textu. V neúplné podobě se dochoval komentář k Ciceronovým Topikám.
Z teologického díla jsou známy jeho traktáty De S. Trinitate (O Trojici), Utrum Pater et Filius et Spiritus S. de divinitate substantialiter praedicentur (Zda Otec, Syn a Duch svatý o božství vypovídají substanciálně), Quomodo substantiae in eo quod sint bonae sint, cum non sint substantialia bona (Jakým způsobem jsou substance dobré v tom, co jsou, ačkoli samy nejsou substanciální dobro) a Liber contra Eutychen et Nestorium (Kniha proti Eutychovi a Nestoriovi).

### Filozofie utěšitelka

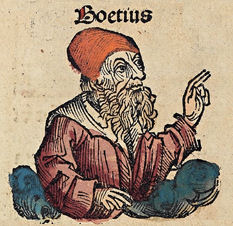
Ztvárnění Boëthia v Norimberské kronice

Nejčtenějším Boëthiovým dílem však zůstává 5 knih spisu Consolatio philosophiae (Útěcha z filozofie). Dílo sepsal ve vězení před svou popravou. Jde o 39 zpěvů v rozličných metrech prokládaných prozaickým textem. Formálně lze text považovat za tzv. menippskou satiru (což byl žánr antické literatury, která byla psána zčásti prózou, zčásti veršem). Dílo je útěšným dialogem mezi zkoušeným Boëthiem a zosobněnou Filozofií. V knize se Boëthius představuje jako výborný znalec antické vzdělanosti a přiklání se k novoplatónismu.
Celé dílo je rozčleněno do pěti knih. Kniha I představuje úvod, v němž k Boëthiovi přichází Filozofie, aby jej vyléčila z jeho strádání a ukazuje mu, že svět neovládá Štěstěna, nýbrž Boží prozřetelnost, ač si to lidská mysl, zkalená nesprávnými názory, často nehodlá připustit. V knize II, kterou představuje stoická diatriba, Filozofie ukazuje Boëthiovi, že lidské štěstí nelze hledat v nahodilostech, v bohatství, hodnostech, moci a slávě; I nepříznivý osud bývá lidem prospěšný; svornost a láska jsou pevné základy blaha. Ve třetí knize Filozofie nabízí ještě hlubší nauku a účinnější léčbu, kterou čerpá především z novoplatónské nauky. Všichni lidé touží po blahu, avšak hledají je v pomíjejících statcích tohoto světa, v bohatství, hodnostech, moci a slávě a tělesných rozkoších; ve skutečnosti je však mohou nalézt pouze v nejvyšším dobru, jímž je Bůh. V knize IV se ukazuje, že navzdory zdání ti, kdo vlastní toto skutečné a nejvyšší dobro, mají bohatství a moc, zatímco zlí jsou bezmocní a budou zavrženi. Každá příhoda, milá i nemilá, je v posledku dobrá, neboť člověka může dovést ke zdroji jeho štěstí, k nejvyššímu dobru, k Bohu. Pátá kniha nakonec ukazuje, že i náhoda se řídí zákony, a jakým způsobem je možné zároveň zachovat existenci božího předzvědění a prozřetelnosti na straně jedné a lidské svobody na straně druhé na základě toho, že člověk vnímá události z hlediska času, v němž žije, kdežto Bůh z hlediska věčnosti, v níž vnímá vesmír a dějiny v jejich jednotě. Velmi stručný závěr pak nabádá čtenáře, aby žili ctnostně, a tak dosáhli svého štěstí, totiž nejvyššího dobra, jímž je Bůh.

### Význam Boëthiova díla
Boëthiův význam v dějinách římského písemnictví je poměrně značný. Především se zasloužil o zprostředkování antické filozofie generacím středověku, a to velmi erudovaně a poutavě. Neopomenutelné je jeho místo v dějinách logiky, jím vytvořené překlady doplněné o jeho komentáře či vlastní logické práce byly ve středověké logice základem korpusu logica vetus. Ač se namítá, že Boëthiovo myšlení není původní, i tak se jedná o velmi přínosné přepracování a doplnění antického myšlení. Boëthiovo dílo v jistém smyslu završuje antickou vzdělanost a zároveň je jedním ze zdrojů, z nichž se napájela středověká filozofie.